# Harald Walach

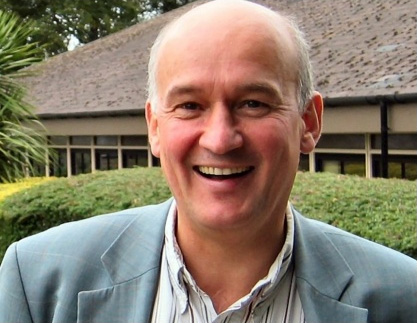
Harald Walach (2013)

Harald Walach (* 6. Februar 1957 in Augsburg) ist ein deutscher Klinischer Psychologe. Von 2010 bis 2016 leitete er im Rahmen einer Stiftungsprofessur das Institut für transkulturelle Gesundheitswissenschaften IntraG an der Europa-Universität Viadrina in Frankfurt (Oder). Anschließend war er an der Medizinischen Universität Posen beschäftigt.
Während der COVID-19-Pandemie verbreitete er Fehlinformationen zu Impfungen und zu Mund- und Nasenschutz bei Kindern. Nach einer umstrittenen Veröffentlichung im Juli 2021 beendete die Universität Posen die Zusammenarbeit. Ebenso ließ die Universität Witten-Herdecke seine Gastprofessur ruhen. Seit 2024 ist er Vorsitzender des Vereins Mediziner und Wissenschaftler für Gesundheit, Freiheit und Demokratie, e. V.
Walach und das von ihm geleitete Institut an der Viadrina wurden vielfach als esoterisch kritisiert. Die Wissenschaftlichkeit seiner Arbeiten wird grundsätzlich in Frage gestellt.

## Akademische Karriere
Harald Walach studierte als Stipendiat des katholischen Cusanuswerks von 1979 bis 1984 Psychologie und Philosophie an der Universität Freiburg. Danach war er von 1985 bis 1987 im Katharina-Werk Basel als Leiter eines Zentrums für Erwachsenenbildung tätig. Von 1988 bis 1990 absolvierte er ein Promotionsstudium an der Universität Basel, er wurde dort 1991 in Klinischer Psychologie mit insigni cum laude promoviert.
Ab 1991 war Walach an der Universität Freiburg in der Abteilung für Rehabilitationspsychologie und Psychotherapie des Instituts für Psychologie tätig, wo er sich mit der Evaluation komplementärmedizinischer Methoden, wie Akupunktur und Homöopathie, befasste. Außerdem studierte er an der Universität Wien Philosophie und Geschichte der Wissenschaft, wo er 1995 ebenfalls promoviert wurde. 1998 habilitierte sich Walach in Psychologie an der Universität Freiburg mit der Arbeit Unspezifische Therapieeffekte. Das Beispiel Homöopathie. (mit Abt. für Psychologie und Grenzgebiete und Abt. für Persönlichkeitspsychologie). Danach war er von 1998 bis 2000 wissenschaftlicher Leiter und Koordinator des DMILS-Labors am Institut für Grenzgebiete der Psychologie sowie Honorardozent für Psychologie an der Hochschule.
Von 1999 bis 2005 war Harald Walach Leiter der Forschungsgruppe zur Evaluation von Komplementärmedizin am Institut für Umweltmedizin und Krankenhaushygiene in Freiburg. 2005 wechselte er als Research Professor an die Abteilung für Psychologie der School of Social Sciences an der University of Northampton, wo er bis 2009 tätig war.
Nach einem Ruf auf die Stiftungsprofessur für Forschungsmethodik komplementärer Medizin und Heilkunde ging Harald Walach 2010 nach Frankfurt (Oder) an die Europa-Universität Viadrina und wurde zum Direktor des Instituts für transkulturelle Gesundheitswissenschaften (IntraG) ernannt. Die Stiftungsprofessur wurde zeitweise durch Biologische Heilmittel Heel finanziert, einem der weltweit größten Hersteller von Homöopathika. Die Stiftungsprofessur lief zum 31. Januar 2016 aus.
In der Folge arbeitete er an der Medizinischen Universität Posen. Nach einer umstrittenen Veröffentlichung in Vaccines MDPI beendete die polnische Universität die Zusammenarbeit. Walachs Arbeit war kurz zuvor von der Zeitschrift zurückgezogen worden.
Walach war zudem bis Juli 2021 Gastprofessor an der Universität Witten-Herdecke. Die Universität ließ nach Prüfung der jüngsten Publikationen von Walach seine Gastprofessur ruhen und wird keine Lehraufträge mehr an ihn vergeben. (siehe #Fehlinformationen bei COVID-19).
Walach folgte der Einladung des Dokumentarfilmers Erik Lemke, an dessen Diskursfilm Homöopathie unwiderlegt? mitzuwirken, der im Januar 2022 in Berlin uraufgeführt wurde. Lemke sagte vor der Aufführung, in der homöopathiekritischen Dokumentation im Stil eines Sokratischen Gesprächs hätten sich die Protagonisten in Widersprüche verwickelt und sich zum Teil „um Kopf und Kragen“ geredet.

### Tätigkeitsschwerpunkte
Der Forschungsschwerpunkt von Walach ist die Effektivität komplementärmedizinischer Behandlungen, insbesondere der Homöopathie und der Achtsamkeitsmeditation, sowie die Forschungsmethoden in diesem Bereich. Unter anderem entwickelte er den Freiburger Fragebogen zur Achtsamkeit (FFA).
Zudem erforschte er anhand randomisiert-kontrollierter und (z. T. doppelt) verblindeter Studien alternative Behandlungsformen wie z. B. Bach-Blüten oder Fernheilung, für die er jedoch keine Wirksamkeit feststellen konnte (und beobachtete Wirkungen stattdessen auf den Placebo-Effekt zurückführte). Andererseits behauptet er bei öffentlichen Auftritten, dass homöopathische Mittel häufig besser wirken würden als ein Placebo, eine Behauptung, der andere Wissenschaftler nach Studienlage allgemein widersprechen. Walach argumentiert, dass ein wichtiger Faktor hierbei die Mobilisierung von Selbstheilungskräften sei, worauf in der Komplementärmedizin gewöhnlich Wert gelegt werde.
Walach vertritt eine generalisierte Quantentheorie oder verallgemeinerte Quantentheorie, früher auch schwache Quantentheorie, die unter anderem eine Quantenverschränkung zwischen Verumgruppe und Kontrollgruppe bei Studien postuliert, die dazu führt, dass vorhandene Effekte nicht gefunden werden.
Daneben befasst sich Walach auch mit Spiritualität und Transpersonaler Psychologie.
Forschungsprojekte Walachs am IntraG waren (Stand September 2012): „Lebensstilbasierte Prävention von (Alzheimer) Demenz“, „Achtsamkeit in der Schule“, „Ganzheitliche Bildungsansätze für nachhaltige Entwicklung“, „Psychophysikalische Korrelationen“, „Generalisierte Quantentheorie“.
Walach ist stellvertretendes Mitglied für Medizinische Statistik der Kommission Homöopathische Therapierichtung (Kommission D) im Bundesinstitut für Arzneimittel und Medizinprodukte und arbeitet als Gutachter für zahlreiche internationale Zeitschriften und Gremien. Er war Präsident der von ihm mitgegründeten International Society for Complementary Medicine Research (ISCMR) und gehörte dem wissenschaftlichen Beirat des Blogs CAM Media.Watch an, der durch polemische Kritik an Wissenschaftlern und über Komplementärmedizin berichtenden Journalisten bekannt wurde. Er ist Herausgeber der Zeitschrift Forschende Komplementärmedizin und Direktor des europäischen Büros des Samueli-Instituts.
In seiner Funktion als Institutsdirektor war er verantwortlich für den Masterstudiengang Komplementäre Medizin, Kulturwissenschaft, Heilkunde, seit 2012 Kulturwissenschaften – Komplementäre Medizin, an der Viadrina.

## Kontroversen

### Institut für transkulturelle Gesundheitswissenschaften
In einem Abschlussbericht der Hochschulstrukturkommission des Landes Brandenburg vom 8. Juni 2012 wurden gegen das von Walach geleitete Institut für transkulturelle Gesundheitswissenschaften (IntraG) „durchgreifende strukturelle Bedenken“ geäußert. Dem Lehrkörper, wie auch in der Forschung, fehlten überwiegend medizinische Kenntnisse. Insgesamt sei „die für eine der Themenstellung adäquate Forschung im universitären Rahmen erforderliche personelle wie sachliche Ausstattung des Instituts aus Sicht der Kommission nicht erkennbar.“ Die Hochschulstrukturkommission empfahl der Universität „nachdrücklich den künftigen Verzicht auf das Angebot des MA-Studienganges ‚Kulturwissenschaften – Komplementäre Medizin‘“. Selbst die Fortführung des Instituts wurde weder als In-Institut noch als An-Institut befürwortet. Die Viadrina beschloss im Februar 2013, sich über die Empfehlung der Hochschulstrukturkommission hinwegzusetzen und das Institut unter der Auflage weiterzuführen, dass innerhalb der nächsten zwei Jahre eine Kooperation mit einer medizinischen Fakultät eingegangen wird. Im Juli 2015 gab das Institut eine Kooperation mit der Medizinischen Universität Posen bekannt. Im Juli 2021 gab die Universität Posen die Trennung bekannt und distanzierte sich von Walachs Äußerungen.
Walach selbst sah das bis 2016 von ihm geleitete Institut IntraG als „Speerspitze der Aufklärung“, da es den Horizont des momentan Akzeptierten erweitern möchte: „Weil Wissenschaft sich immer dadurch definiert, dass sie mit den im Moment vorhandenen Methoden und mit neu zu entwickelnden Methoden neues Gelände, neue Gedanken, neue Welten erschließt. In dem Sinne würde ich uns als die Speerspitze der Aufklärung bezeichnen, weil wir versuchen, das, was wir im Moment wissen, weiter zu treiben.“

### CAM Media.Watch
In die Kritik geriet auch das Blog CAM Media.Watch von Claus Fritzsche, das Walach unterstützte. So beklagte einer der dort kritisierten Wissenschaftler, der Professor für Alternativmedizin Edzard Ernst, dort werde „im Wesentlichen ad nauseam wiederholt, [er] sei ein äußerst schlechter Wissenschaftler“, seinen „Ergebnissen könne auf keinen Fall vertraut werden“, er sei „politisch motiviert“ und sein „Fanclub“ bestehe aus „atheistischen Fundamentalisten“. Die Süddeutsche Zeitung kritisierte, dass CAM Media.Watch von Homöopathika-Herstellern finanziert werde, um Kritiker ihrer Produkte an den Pranger zu stellen. Der Betreiber von CAM Media.Watch wies die Vorwürfe zurück und bezeichnete sie als „Unterstellungen sowie Halb- und Unwahrheiten“. Auch der Deutsche Zentralverein homöopathischer Ärzte (DZVHÄ) reagierte mit einer Pressemitteilung auf die Vorwürfe. Zwei der fünf beteiligten Hersteller alternativer Heilmittel zogen sich nach Bekanntwerden der Vorwürfe offenbar aus der Finanzierung von CAM Media.Watch zurück. Der Blog wurde nach dem Tod des Autors im Januar 2014 nicht weitergeführt.

### „Schwache Quantentheorie“
Den Hintergrund für Walachs Thesen zur Komplementärmedizin bildet die von ihm gemeinsam mit den Freiburger Physikern Harald Atmanspacher und Hartmann Römer entwickelte „Schwache Quantentheorie“ (Weak Quantum Theory, WQT). Sie wurde erstmals 2002 veröffentlicht. Diese besagt, dass sich die im atomaren Bereich geltenden mathematischen Formalismen der Quantenmechanik auch auf Bereiche des Alltagslebens übertragen ließen. Beispielsweise soll die im atomaren Bereich geltende Heisenbergsche Unschärferelation, nach der die gleichzeitige exakte Messung von Ort und Impuls eines Teilchens unmöglich ist, in der makroskopischen Welt ihre Entsprechung haben in den Gegensatzpaaren wie beispielsweise Materie–Geist, Struktur–Freiheit oder Recht–Gerechtigkeit, welche sich ebenfalls nicht gleichzeitig messen lassen sollen. Dies stelle eine Ausweitung des Komplementaritätsprinzipes dar. In der Wissenschaft wurde diese Theorie jedoch nicht aufgegriffen, weil das Komplementärprinzip für Objekte in der Größe unseres Alltagslebens völlig irrelevant ist.
Analog zur quantenmechanischen Verschränkung atomarer Teilchen postuliert Walach eine Verschränkung im makroskopischen Bereich. Quantenverschränkung tritt nur bei einzelnen Teilchen oder extrem kalten, kleinen Teilchensystemen (Molekülgröße) auf, die darüber hinaus von der Außenwelt abgeschnitten sind. Hierbei bilden diese einen gemeinsamen Zustand und verhalten sich wie ein Objekt. Daher hat dieses Phänomen für den Alltagsgebrauch keine Relevanz, da solche Bedingungen nicht aufrechterhalten werden können oder vorliegen, infolgedessen gehen die Quanteneffekte verloren. Walach dagegen überträgt das Prinzip auf Alltagsobjekte, so seien beispielsweise Psychotherapeuten mit ihren Patienten „verschränkt“.
Wegen verschiedener Kritik an der Bezeichnung „Schwache Quantentheorie“ (WQT) verwenden Walach und Koautoren auch die Bezeichnungen „Verallgemeinerte Quantentheorie“ (Abkürzung VQT) und in jüngerer Zeit „Generalisierte Quantentheorie“ (Abkürzung GQT).
Einen Überblick über die innerwissenschaftliche Rezeption der WQT bietet eine unvollständige Liste mit peer-reviewten Publikationen, die nicht von Lucadou, Atmanspacher, Römer, Walach oder Mitgliedern ihrer Forschungsgruppen verfasst wurden. Eine kritische bis ablehnende Diskussion findet in Publikationen der Skeptikerbewegung statt. Der Physiker Philippe Leick hat sich in Der Skeptiker mit Walachs Theorie auseinandergesetzt und kommt zu dem Fazit: „Zum jetzigen Zeitpunkt ist die schwache Quantentheorie nicht mehr als ein Satz mathematischer Axiome. Sie kann in ihrer derzeitigen Form in den Naturwissenschaften nicht angewendet werden, da es nicht einmal einen Ansatz gibt, wie die Korrespondenz zwischen ihrem mathematischen Gerüst und Größen aus der ‚Lebenswelt‘ hergestellt werden kann. Die philosophisch-verbale Argumentation, die Komplementarität und Verschränkung in die Lebenswelt einführen soll, ist sehr optimistisch und enthält einige Lücken, und die Analogien zur Quantenmechanik können insgesamt wenig überzeugen. Die WQT will vieles – wenn nicht alles – erklären, unabhängig davon, ob eine Erklärung überhaupt gebraucht wird, macht aber keine überprüfbaren Vorhersagen.“
Die von Walach postulierte schwache Quantentheorie wurde von Holm Hümmler aus mehreren Gründen kritisiert:
- es wurden zwar zwei aus der Quantenmechanik stammende Begriffe entnommen (Komplementarität und Verschränkung), die aber eine ganz andere Bedeutung erhalten haben; die ursprünglich aus der Physik stammende Bedeutung geht für Alltagsgegenstände in der makroskopischen Welt verloren
- die Bezeichnung schwache Quantentheorie ist zudem irreführend, da in dieser Theorie keine Quanten vorkommen oder beschrieben werden; die aus der Quantenmechanik beschriebene Quantisierung (Einteilung von Energie in kleinste Einheiten) wird in der sog. schwachen Quantentheorie nirgends erwähnt.
- es wird ein mathematischer Formalismus angewendet, der jedoch keine Verbindung zur Realität aufweist
- es fanden bisher keinerlei experimentelle Überprüfungen statt, beispielsweise durch methodisch gut durchgeführte Versuche (doppelverblindete, randomisierte kontrollierte Studien); diese werden sogar von Walach abgelehnt.

Walachs Hypothese der schwachen Quantentheorie wird auch in der Homöopathie kritisiert, da sie den Lehren Hahnemanns widerspreche. Auch Esoteriker meiden Walachs Hypothese und führen diese selten als Beleg an.

### Fehlinformationen bei COVID-19
In einer 2021 veröffentlichen wissenschaftlichen Arbeit äußerte sich Walach mit anderen Autoren zur Effizienz und Risikobewertung von COVID-19-Impfstoffen. Die Autoren behaupteten, dass zwar eine Impfung gegen SARS-CoV-2 drei Menschen vor dem Tod bewahre, man dafür aber zwei Tote infolge der Impfung in Kauf nehme. Die Open-Access-Zeitschrift Vaccines des Verlags MDPI zog den Artikel Walachs zurück, unter anderem wegen zahlreicher Fehler, inkorrekter Interpretationen sowie Falschdarstellungen der Daten. Aus Protest hatten zuvor zahlreiche Virologen und Epidemiologen des Redaktionsbeirates ihre Zusammenarbeit mit dem Journal aufgekündigt. Sie beschrieben die Veröffentlichung der Arbeit und das Paper selbst als unverantwortlich und groben Verstoß gegen wissenschaftliche Standards.
Die Medizinische Universität Posen distanzierte sich von Walach und kritisierte die irreführende Verwendung der Studiendaten; zudem wurde die Kooperation mit Walach beendet. Die Universität Witten/Herdecke ließ nach Prüfung der jüngsten Publikationen von Walach seine Gastprofessur ruhen und wird keine Lehraufträge mehr an ihn vergeben.
In einer Auftragsstudie („Research Letter“) mit Walach als Hauptautor – finanziert vom Verein „Mediziner und Wissenschaftler für Gesundheit, Freiheit und Demokratie“ (MWGFD) – wurde behauptet, dass Kindern durch das Tragen von Atemschutzmasken höchste Gefahren drohten. Dies wurde in einem Faktencheck wegen der ungeeigneten Datenerhebungen, die von Beteiligten ohne ausgewiesene Fachkompetenz interpretiert wurden, verworfen. Außerdem hatte MWGFD in der Corona-Pandemie sowie die Autoren zahlreiche Fehlinformationen verbreitet. Nachdem die Autoren die zahlreichen Streitpunkte und methodologische Schwächen auf Anfrage nicht ausräumen konnten, zog die Zeitschrift Jama Pediatrics den Beitrag zurück.

### Homöopathie bei ADHS
Eine Metastudie zur Wirksamkeit von homöopathischen Mitteln zur Behandlung von ADHS wurde wegen fachlicher Mängel von der Zeitschrift Pediatric Research zurückgezogen. Gegenüber der F.A.Z. gab Walach hierzu an, sich verrechnet zu haben.

## Auszeichnungen
Die Hufelandgesellschaft e. V., der Dachverband der Ärztegesellschaften für Naturheilkunde und Komplementärmedizin, zeichnete eine Gruppenarbeit zur Klassischen Homöopathie in der Behandlung von Tumorpatienten von Matthias Rostock, Walach und vier weiteren Wissenschaftlern mit dem Hufeland-Forschungspreis 2011 aus. (Dieser Preis steht in keinem Zusammenhang zum Hufeland-Preis.)
Die Gesellschaft für kritisches Denken (GkD), die Wiener Regionalgruppe der Gesellschaft zur wissenschaftlichen Untersuchung von Parawissenschaften (GWUP), zeichnete Walach im Oktober 2012 mit dem Negativpreis „Das Goldene Brett“ 2012 aus. Begründet wurde dies damit, dass er „esoterischem und alternativmedizinischem Humbug ein akademisches Image zu geben versucht“. Als Betreuer und Professor an der Viadrina hatte Walach eine Masterarbeit mit dem Thema zum Kosyrew-Spiegel gelobt. Dieser soll angeblich Raum-Zeit-Tore öffnen können und Telepathie ermöglichen.

## Privatleben
Harald Walach ist verheiratet und hat vier erwachsene Kinder.

## Veröffentlichungen (Auswahl)
- Brücken zwischen Psychotherapie und Spiritualität. 1. Auflg. Schattauer, Stuttgart 2021, ISBN 978-3-608-40056-4
- Homöopathie als Basistherapie. Plädoyer für die wissenschaftliche Ernsthaftigkeit der Homöopathie. Karl F. Haug Verlag, Heidelberg 1986.
- Wissenschaftliche homöopathische Arzneimittelprüfung: doppelblinde Crossover-Studie einer homöopathischen Hochpotenz gegen Placebo oder Wirken homöopathische Mittel am Gesunden wie Placebos? Haug, Heidelberg 1992, ISBN 3-7760-1265-X (Zugleich Dissertation Basel 1992).
- Ganzheitliche Heilkunde – theoretische Überlegungen und der Versuch einer Vision. In: Heilkunde versus Medizin. Hrsg. von Henning Albrecht. Hippokrates Verlag, Stuttgart 1993.
- Notitia experimentalis Dei – Erfahrungserkenntnis Gottes. Studien zu Hugo de Balmas Text „Viae Sion lugent“ und deutsche Übersetzung. Salzburg 1994, ISBN 3-7052-0937-X (Zugleich Dissertation Wien 1995).
- Psychologie – Wissenschaftstheorie, philosophische Grundlagen und Geschichte. Ein Lehrbuch. W. Kohlhammer, Stuttgart 2005; 2., aktualisierte Auflage ebenda 2009; Neuausgabe 2013.
- Notitia experimentalis Dei – Hugh of Balma’s mystical epistemology of inner experience: a hermeneutic reconstruction = Experiential knowledge of God. Salzburg 2010, ISBN 978-3-902649-77-5.
- Weg mit den Pillen. Selbstheilung oder warum wir für unsere Gesundheit Verantwortung übernehmen müssen. Eine Streitschrift. Irisiana Verlag, München 2011.
- als Hrsg. mit S. Schmidt und W. B. Jonas: Neuroscience, Consciousness and Spirituality. Dordrecht 2011.
- Spiritualität. Warum wir die Aufklärung weiterführen müssen. Drachen Verlag, Klein Jasedow 2011; Neuausgabe 2015.
- mit Nikolaus von Stillfried: Erkenntnistheorie der ersten Person. Spiritualität und Subjektivität in der Wissenschaft. In: Tattva Viveka. Jahrgang 19, Nr. 53, 2012, S. 28–37 ().
- Ich halte die Neurowissenschaft für komplett überschätzt. In: Matthias Eckoldt: Kann sich das Bewusstsein bewusst sein? Gespräche mit Dirk Baecker, Markus Gabriel, John-Dylan Haynes, Philipp Hübl, Natalie Knapp, Christof Koch, Georg Kreutzberg, Klaus Mainzer, Muhô Nölke, Michael Pauen, Johannes Wagemann und Harald Walach. Carl-Auer, Heidelberg 2017, S. 229–246.
- als Hrsg. mit S. Michael und S. Schlett: Das große Komplementärhandbuch für Apotheker und Ärzte. Stuttgart 2018.